# ساكيرويلا (سيوداد ريال)
بلدية ساكيرويلا (بالإسبانية: Saceruela)‏، هي إحدى بلديات مقاطعة سيوداد ريال إحدى مقاطعات إسبانيا، والتي تقع في منطقة قشتالة لا منتشا وسط إسبانيا.
يبلغ عدد سكانها 690 نسمة وفقاً لإحصائية سنة (2007).